# Le Thil (Eure)
Thil – miejscowość i gmina we Francji, w regionie Normandia, w departamencie Eure.
Według danych na rok 1990 gminę zamieszkiwało 199 osób, a gęstość zaludnienia wynosiła 47 osób/km² (wśród 1421 gmin Górnej Normandii Thil plasuje się na 702. miejscu pod względem liczby ludności, natomiast pod względem powierzchni na miejscu 750.).